# Dyn
Dyn – meksykańskie czasopismo ukazujące się w latach 1942–1944, wydawane i redagowane przez W. Paalena. Jego tematyka dotyczyła refleksji nad sytuacją sztuki wojennej oraz poszukiwań związku między sztuką a nauką. Na łamach czasopisma swoje artykuły publikowali m.in. C. Moro, A. Nin, H. Miller. Zamieszczano w nim również reprodukcje prac takich artystów jak M. Chagall czy J. Pollock.